# 9/11 (film)
9/11 er en amerikansk dokumentarfilm fra 2002, der omhandler begivenhederne under terrorangrebet den 11. september 2001, hvor to fly fløj ind i World Trade Center og et i Pentagon, samt et fjerde fly, der styrtede ned på en mark. Filmen er instrueret af Jules og Gedeon Naudet og FDNY-brandmanden James Hanlon.

## Synopsis
Naudet-brødrene var oprindeligt i gang med at lave en film om Tony Benetatos, en ny brandmand i New York City Fire Department. Om morgenen den 11. september blev Battalion 1 kaldt ud til et gasudslip i New York. Jules Naudet fik lov til at tage med bataljonschefen Joseph Pfeifer. Pludselig, da brandmændene er i gang med at tjekke gasudslippet, flyver et lavtflyvende fly over Jules og han vender straks sit kamera mod flyet, og tager som den eneste person optagelser af det første fly, da det rammer det nordlige World Trade Center-tårn. Medlemmerne af Battalion 1, der var i gang med at undersøge gasudslippet, var de første respondere på stedet. Jules fik lov til at følge dem under redningsaktionen. Jules, Joseph Pfeifer og flere andre FDNY-chefter tog straks ind i det nordlige tårns lobby. Da det sydlige tårn blev ramt af et andet fly og da tårnet i sidste ende styrtede sammen befandt Gédéon Naudet sig i mellemtiden på FDNYs brandstation, hvor han filmede brandmanden Tony Benetatos og resten af brandfolkenes reaktioner på terrorangrebet. Filmen giver et indtryk af brandmændenes reaktioner på selve dagen og dagen efter terrorangrebet.

## Udgivelse
CBS udgav filmen reklamefri den 10. marts 2002, for at markere seksmånedernes-dagen for terrorangrebet. Filmen blev udgivet af skuespilleren Robert De Niro, og blev genudsendt af CBS flere gange i løbet af årsdagene for terrorangrebene. Dvd'en blev udgivet ikke så længe forinden. CBS genudsendte filmen igen den 10. september 2006, aftenen før femårsdagen for angrebene. Men denne version indeholdt opdateringer fra de vigtigste medlemmer af dokumentarfilmen fra 2006.
Filmen blev kendt for sit brug af bandeord, hvilket i almindelige forhold på amerikansk radio- og tv ville være genstand for censur fra tv-spredningsforetagendet eller Federal Communications Commission. En midlertidig dom blev afgivet af den føderale appeldomstol, som fik udgivet filmen som en "midlertidig standsning." Dette gav CBS og eventuelle tilknyttede selskaber til at genudsende dokumentarfilmen uden redigeringer og uden frygt for bøder.